# Собески, Жан
Жан Собески (фр. Jean Sobieski; род. 15 ноября 1937, Канны) — французский актёр и художник. Отец актрисы Лили Собески.

## Биография
Родился 15 ноября 1937 года в Каннах.
Жан Собески снялся в ряде спагетти-вестернов и нескольких французских фильмах. В 1968 году он сыграл одну из ведущих ролей в триллере Джулио Квести «Смерть, снёсшая яйцо», где его партнёрами были Джина Лоллобриджида и Жан-Луи Трентиньян.
Впоследствии бросил свою работу актёра и начал карьеру художника, выставлялся в 1970-х и 1980-х годах в галерее Iris-Clerc в Париже в групповых выставках, а также был представлен галереей Louise-Jeanneret в Женеве. Добившись немалого успеха, уехал в Соединённые Штаты в 1980-х годах.

## Личная жизнь
Чуть менее двух лет (с 1961 по 1963) он находился в отношениях с певицей Далидой. В фильме 2017 года «Любовь и страсть. Далида», посвящённом певице, роль Жана Собески исполнил актёр Нильс Шнайдер. С 1966 по 1968 год женой Собески была французская актриса с русскими корнями Ольга Жорж-Пико.
Свыше тридцати лет он прожил с американкой Элизабет Саломон, кинопродюсером и сценаристом, от которой у него есть двое детей, Роберт и Лили Собески.
В настоящее время Жан проживает в Камарге.